# Reprezentacja Austrii na Mistrzostwach Europy w Wioślarstwie 2007
Reprezentacja Austrii na Mistrzostwach Europy w Wioślarstwie 2007 liczyła 7 sportowców. Najlepszymi wynikiem było 1 miejsce w jedynce mężczyzn.

## Medale

### Złote medale
jedynka (M1x): Ralph Kreibich

### Srebrne medale
Brak

### Brązowe medale
Brak

## Wyniki

### Konkurencje mężczyzn
- jedynka (M1x): Ralph Kreibich – 1. miejsce
- dwójka podwójna (M2x): Bernhard Garn, Stefan Schwarz – 9. miejsce

### Konkurencje kobiet
- czwórka podwójna (W4x): Birgit Puehringer, Sandra Wolfsberger, Christine Schoenthaler, Michaela Taupe-Traer – 4. miejsce